# Grand Prix Formule 1 van Brazilië 1983
De Grand Prix Formule 1 van Brazilië 1983 werd gehouden op 13 maart in Jacarepagua. Het was de eerste race van het seizoen.

## Uitslag
| Positie | Nr | Rijder             | Team          | Ronden | Tijd/Opgave       | Startplaats | Punten |
| ------- | -- | ------------------ | ------------- | ------ | ----------------- | ----------- | ------ |
| 1       | 5  | Nelson Piquet      | Brabham-BMW   | 63     | 1:48:27.731       | 4           | 9      |
| 3       | 8  | Niki Lauda         | McLaren-Ford  | 63     | + 51.883          | 9           | 4      |
| 4       | 2  | Jacques Laffite    | Williams-Ford | 63     | + 1:13.951        | 18          | 3      |
| 5       | 27 | Patrick Tambay     | Ferrari       | 63     | + 1:18.117        | 3           | 2      |
| 6       | 29 | Marc Surer         | Arrows-Ford   | 63     | + 1:18.207        | 20          | 1      |
| 7       | 15 | Alain Prost        | Renault       | 62     | + 1 Ronde         | 2           |        |
| 8       | 35 | Derek Warwick      | Toleman-Hart  | 62     | + 1 Ronde         | 5           |        |
| 9       | 30 | Chico Serra        | Arrows-Ford   | 62     | + 1 Ronde         | 23          |        |
| 10      | 28 | René Arnoux        | Ferrari       | 62     | + 1 Ronde         | 6           |        |
| 11      | 4  | Danny Sullivan     | Tyrrell-Ford  | 62     | + 1 Ronde         | 21          |        |
| 12      | 12 | Nigel Mansell      | Lotus-Ford    | 61     | + 2 Rondes        | 22          |        |
| 13      | 34 | Johnny Cecotto     | Theodore-Ford | 60     | + 3 Rondes        | 19          |        |
| 14      | 17 | Eliseo Salazar     | RAM-Ford      | 59     | + 4 Rondes        | 26          |        |
| 15      | 9  | Manfred Winkelhock | ATS-BMW       | 59     | + 4 Rondes        | 25          |        |
| NF      | 1  | Keke Rosberg       | Williams-Ford | 63     | Gediskwalificeerd | 1           |        |
| NF      | 11 | Elio de Angelis    | Lotus-Renault | 60     | Gediskwalificeerd | 13          |        |
| NC      | 33 | Roberto Guerrero   | Theodore-Ford | 53     | Niet geklasseerd  | 14          |        |
| NF      | 16 | Eddie Cheever      | Renault       | 41     | Remmen            | 8           |        |
| NF      | 7  | John Watson        | McLaren-Ford  | 34     | Motor             | 16          |        |
| NF      | 26 | Raul Boesel        | Ligier-Ford   | 25     | Motor             | 17          |        |
| NF      | 23 | Mauro Baldi        | Alfa Romeo    | 23     | Botsing           | 10          |        |
| NF      | 25 | Jean-Pierre Jarier | Ligier-Ford   | 22     | Ophanging         | 12          |        |
| NF      | 6  | Riccardo Patrese   | Brabham-BMW   | 19     | Uitlaat           | 7           |        |
| NF      | 31 | Corrado Fabi       | Osella-Ford   | 17     | Motor             | 24          |        |
| NF      | 36 | Bruno Giacomelli   | Toleman-Hart  | 16     | Spin              | 15          |        |
| NF      | 3  | Michele Alboreto   | Tyrrell-Ford  | 7      | Motor             | 11          |        |
| NQ      | 22 | Andrea de Cesaris  | Alfa Romeo    |        |                   |             |        |
| NQ      | 32 | Piercarlo Ghinzani | Osella-Ford   |        |                   |             |        |

## Wetenswaardigheden
- Keke Rosberg werd gediskwalificeerd doordat hij geduwd werd bij de start. Hierdoor werd de tweede plaats aan niemand toegekend
- Elio de Angelis werd gediskwalificeerd omdat hij te laat van auto wisselde

## Statistieken
| Pole-position | Keke Rosberg  | Williams-Ford | 1:34.526 |
| Snelste ronde | Nelson Piquet | Brabham-BMW   | 1:39.829 |

## Noot
- Dit was het debuut van de Venezolaanse coureur Johnny Cecotto, de Italiaanse coureur Corrado Fabi en de Amerikaanse coureur Danny Sullivan.

1972 · 1973 · 1974 · 1975 · 1976 · 1977 · 1978 · 1979 · 1980 · 1981 · 1982 · 1983 · 1984 · 1985 · 1986 · 1987 · 1988 · 1989 · 1990 · 1991 · 1992 · 1993 · 1994 · 1995 · 1996 · 1997 · 1998 · 1999 · 2000 · 2001 · 2002 · 2003 · 2004 · 2005 · 2006 · 2007 · 2008 · 2009 · 2010 · 2011 · 2012 · 2013 · 2014 · 2015 · 2016 · 2017 · 2018 · 2019